# Arkadi Avérchenko
Arkady Timofeevich Avérchenko (en ruso: Арка́дий Тимофе́евич Аве́рченко; Sebastopol, 27 de marzo de 1881–Praga, 12 de marzo de 1925) fue un escritor satírico ruso, dramaturgo y crítico literario. Publicó sus relatos en las revistas Satirikon y Novyi Satirikon, de las que también fue editor, y en otras publicaciones. Fue conocido como "el rey de la risa". Después de la Guerra Civil Rusa, emigró a Europa Central y murió en Praga.

## Vida
Avérchenko nació en Sebastopol en 1881. Perteneció a una familia de comerciantes y, por sus problemas de visión, fue educado en casa. 
Averchenko empezó a trabajar a los  15 años en una empresa de transportes privada, donde permaneció durante poco más de un año antes de buscar otro empleo. En 1897, Averchenko se fue a Donbass para trabajar como empleado en la mina de carbón de Briansk. Más tarde, escribiría varios cuentos sobre la vida en la mina, entre ellos Por la tarde y Relámpago.
En 1900 se trasladó a Jarkov, donde apareció publicado su primer cuento en el periódico Territorio del Sur.
En 1907 se trasladó a San Petersburgo y colaboró en la revista satírica Dragonfly, posteriormente transformada en Satyricon y se convierte en el editor habitual de esta popular publicación. Bajo su liderazgo, pasó a ser la revista de humor más importante de Rusia, ganándose Avérchenko el sobrenombre de “El rey de la risa”. A sus cuentos trasladaba situaciones absurdas y personajes grotescos, de la clase media, de los que hacía observaciones mordaces. También ejerció como crítico de arte y autor teatral y se representaron obras teatrales basadas en sus historias en muchos teatros de todo el país.

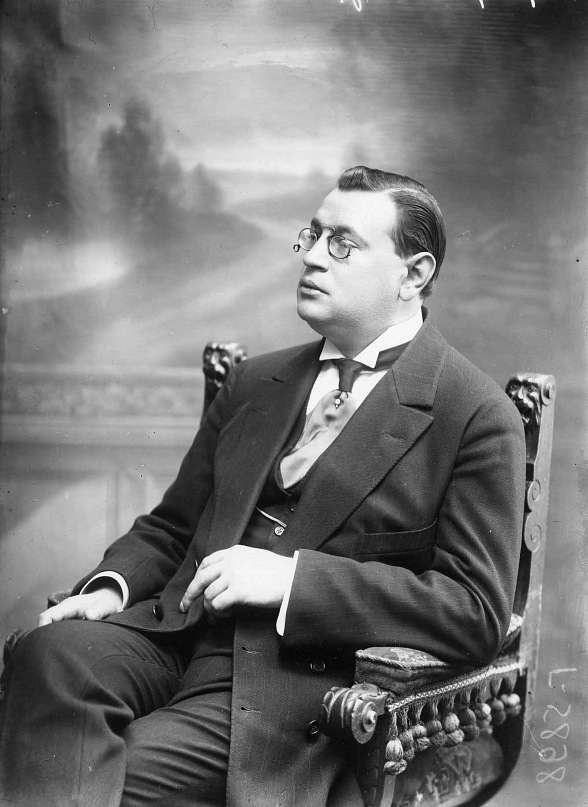
Avérchenko en 1913

En un principio, dio la bienvenida a la revolución de febrero de 1917, pero se horrorizó cuando Lenin tomó el poder en octubre.
En agosto de 1918, los líderes bolcheviques declararon antisoviética la revista y fue prohibida. Averchenko volvió a Sebastopol. El 15 de noviembre de 1920, el Ejército Rojo tomó Sebastopol. Unos días antes, Averchenko había tenido tiempo de huir en un barco de vapor hacia Constantinopla. 
Se estableció en Praga en 1922, donde murió, tres años después, de una afección pulmonar.

## Obras
- Ostras divertidas (1910)
- Conejitos en la pared (1910)
- Ocho obras de un acto (1911)
- Lápidas (1911)
- Historias de Odessa (1911)
- Bajo las nubes(1911)
- Especialistas (1911)
- Círculos en el agua (1912)
- Historias para quienes están en recuperación (1912)
- Flores fragantes (1912)
- Miniaturas y monólogos para escena (1912)
- Con raíces (1912)
- ¿Qué necesitan? (1912)
- En blanco y negro (1913)
- 8 obras de un acto (1913)
- Sobre personas que son esencialmente buenas (1914)
- Luces de bengala (1914)
- Niños (1914)
- Sobre los alemanes y otras cosas por el estilo (1914)
- Galletas de plomo (1914)
- Pozos de lobos (1915)
- Milagros en un colador (1915)
- De los pequeños para los grandes (1915)
- Notas de una rata de teatro  (1915)
- Tres casos (1915)
- Bajo cielos de lona  (1916)
- Sin apuntador (1916)
- Pastillas doradas (1916)
- Azul con dorado (1917)
- Podkhodtsev y otros dos (1917)
- Espíritu maligno (1920)
- Una docena de cuchillos en la espalda de la revolución (1921)
- Notas de un simplón (1921)
- Niños (1922)
- Caldero hirviendo. (1922)
- Paraíso en la tierra (1922)
- Notas de un simplón (1923)
- Doce retratos (en formato boudoir) (1923)
- Excéntricos en el escenario (1923)
- Lo divertido de lo aterrador (1923)
- Descansa sobre las ortigas  (1924)
- Un panteón de consejos para jóvenes para todas las ocasiones  (1924)
- Cuentos de un cínico (1925)
- La broma del patrón (1925)
- El crimen de la actriz Maryskina
- Lucha por el turno
- Milagros en el colador
- Sexto poder
- Humor para imbéciles
- En Rusia libre
- Lucha por el turno
- En la Rusia libre
- Vino
- Historia universal procesada por Satyricon
- Orgullo de la nación
- Kubarem en el extranjero
- Sueña con el pasado
- En la costa de Sebastopol
- Se trata de revolución
- Muerte de un cazador africano
- Artículos